# 西米良村

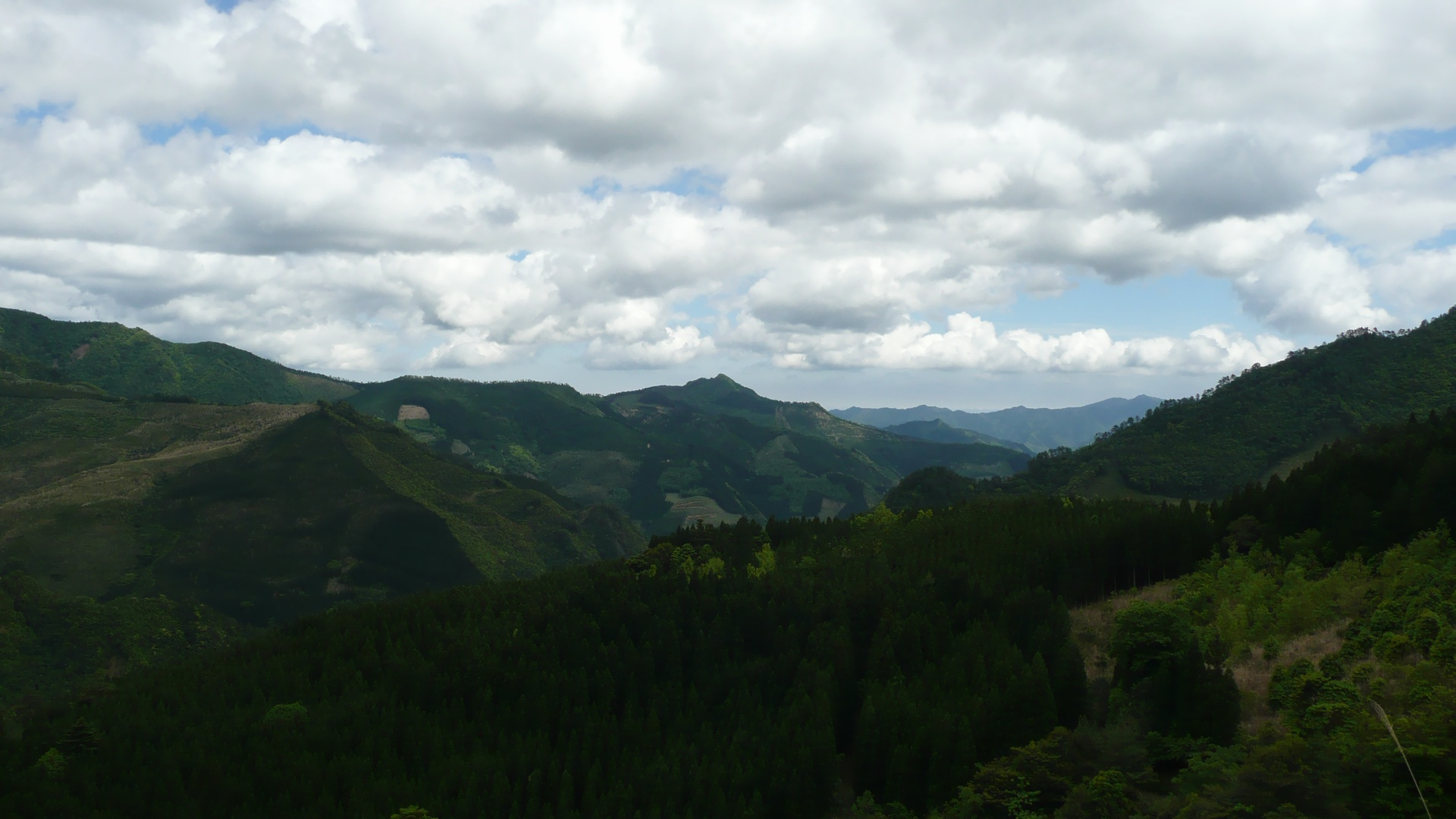
村内の山並み

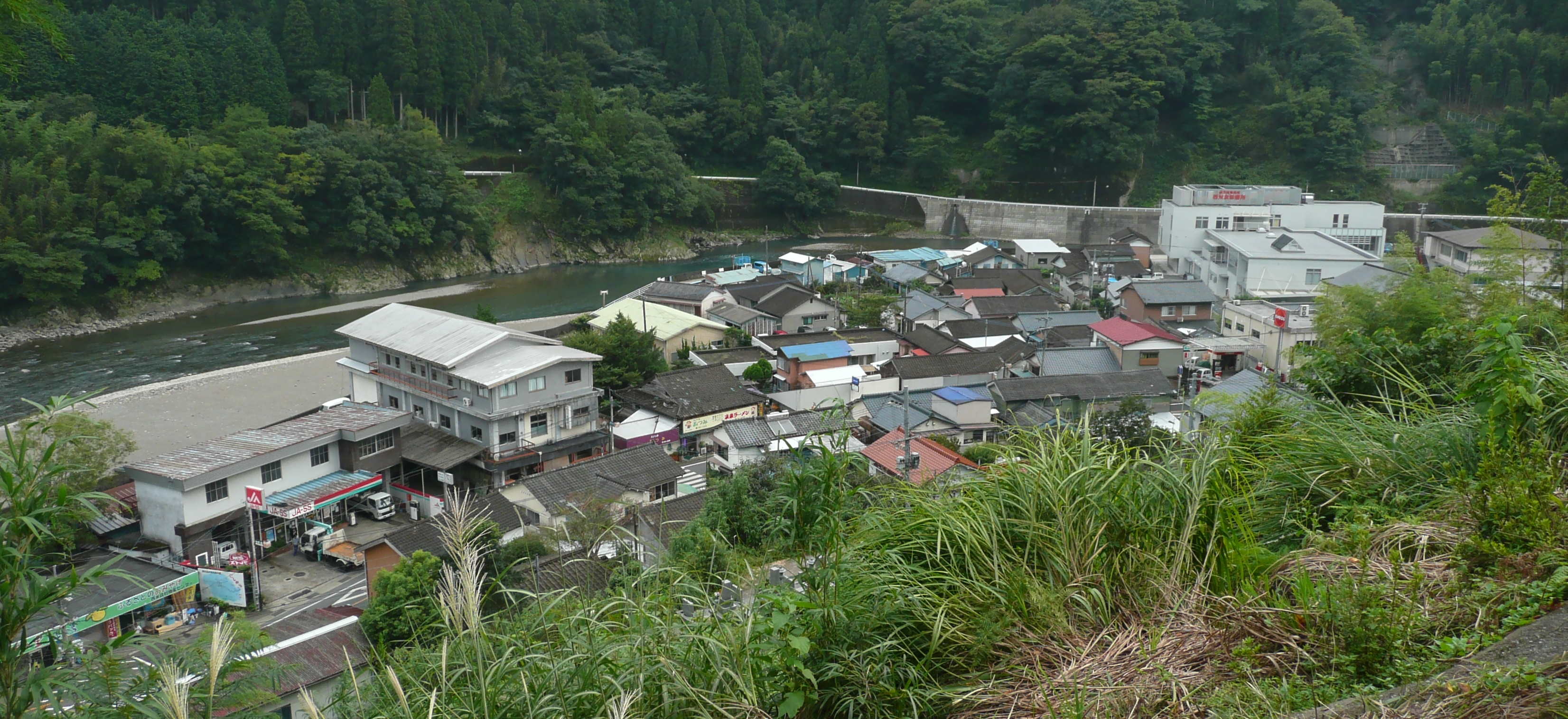
村所（西米良村中心部）

西米良村（にしめらそん）は、宮崎県にある村。児湯郡に属する。九州山地のただ中に位置し、面積の96％を森林が占める山村である。宮崎県内では最も総人口の少ない基礎自治体でもある。

## 地理
- 山：米良三山（市房山、石堂山、天包山）
- 川：一ツ瀬川（一ツ瀬ダムが造られている）

### 気候
冬期は宮崎県としては珍しく気温が低く、降霜や積雪が発生することもある。夏場は朝夕の気温が低い反面、九州山地によるフェーン現象により高温多湿である時も多く、降雨量も多い。2009年9月8日には、9月としての最高気温である36.4度を記録している。2020年8月17日には、宮崎県の観測史上最高気温を更新する39.7度を記録した。
| 西米良（1991年 - 2020年）の気候    | 西米良（1991年 - 2020年）の気候 | 西米良（1991年 - 2020年）の気候 | 西米良（1991年 - 2020年）の気候 | 西米良（1991年 - 2020年）の気候 | 西米良（1991年 - 2020年）の気候 | 西米良（1991年 - 2020年）の気候 | 西米良（1991年 - 2020年）の気候 | 西米良（1991年 - 2020年）の気候 | 西米良（1991年 - 2020年）の気候 | 西米良（1991年 - 2020年）の気候 | 西米良（1991年 - 2020年）の気候 | 西米良（1991年 - 2020年）の気候 | 西米良（1991年 - 2020年）の気候 |
| 月                                 | 1月                             | 2月                             | 3月                             | 4月                             | 5月                             | 6月                             | 7月                             | 8月                             | 9月                             | 10月                            | 11月                            | 12月                            | 年                              |
| ---------------------------------- | ------------------------------- | ------------------------------- | ------------------------------- | ------------------------------- | ------------------------------- | ------------------------------- | ------------------------------- | ------------------------------- | ------------------------------- | ------------------------------- | ------------------------------- | ------------------------------- | ------------------------------- |
| 最高気温記録 °C （°F）             | 21.2 (70.2)                     | 24.2 (75.6)                     | 27.0 (80.6)                     | 31.5 (88.7)                     | 33.9 (93)                       | 35.1 (95.2)                     | 39.3 (102.7)                    | 39.7 (103.5)                    | 36.4 (97.5)                     | 33.2 (91.8)                     | 27.3 (81.1)                     | 23.0 (73.4)                     | 39.7 (103.5)                    |
| 平均最高気温 °C （°F）             | 11.1 (52)                       | 12.9 (55.2)                     | 16.5 (61.7)                     | 21.4 (70.5)                     | 25.3 (77.5)                     | 26.5 (79.7)                     | 30.8 (87.4)                     | 31.5 (88.7)                     | 28.8 (83.8)                     | 24.2 (75.6)                     | 18.4 (65.1)                     | 13.0 (55.4)                     | 21.7 (71.1)                     |
| 日平均気温 °C （°F）               | 4.9 (40.8)                      | 6.4 (43.5)                      | 9.8 (49.6)                      | 14.4 (57.9)                     | 18.5 (65.3)                     | 21.4 (70.5)                     | 25.1 (77.2)                     | 25.6 (78.1)                     | 22.8 (73)                       | 17.6 (63.7)                     | 11.9 (53.4)                     | 6.6 (43.9)                      | 15.4 (59.7)                     |
| 平均最低気温 °C （°F）             | 0.2 (32.4)                      | 1.3 (34.3)                      | 4.5 (40.1)                      | 8.8 (47.8)                      | 13.3 (55.9)                     | 17.8 (64)                       | 21.4 (70.5)                     | 21.9 (71.4)                     | 18.9 (66)                       | 13.0 (55.4)                     | 7.2 (45)                        | 1.9 (35.4)                      | 10.8 (51.4)                     |
| 最低気温記録 °C （°F）             | −8.2 (17.2)                     | −7.8 (18)                       | −5.5 (22.1)                     | −2.2 (28)                       | 3.6 (38.5)                      | 8.0 (46.4)                      | 13.3 (55.9)                     | 14.8 (58.6)                     | 7.5 (45.5)                      | 1.6 (34.9)                      | −3.7 (25.3)                     | −6.9 (19.6)                     | −8.2 (17.2)                     |
| 降水量 mm （inch）                 | 75.0 (2.953)                    | 116.3 (4.579)                   | 167.0 (6.575)                   | 172.9 (6.807)                   | 232.3 (9.146)                   | 581.7 (22.902)                  | 545.3 (21.469)                  | 393.5 (15.492)                  | 414.8 (16.331)                  | 166.1 (6.539)                   | 91.9 (3.618)                    | 79.3 (3.122)                    | 3,035.9 (119.524)               |
| 平均降水日数 （≥1.0 mm）           | 7.4                             | 8.6                             | 12.2                            | 11.2                            | 11.1                            | 17.3                            | 15.5                            | 14.9                            | 12.7                            | 8.2                             | 8.2                             | 7.0                             | 134.2                           |
| 平均月間日照時間                   | 161.4                           | 144.4                           | 163.4                           | 174.0                           | 168.8                           | 105.9                           | 146.7                           | 157.1                           | 129.6                           | 163.3                           | 148.4                           | 161.3                           | 1,824.1                         |
| 出典1：Japan Meteorological Agency |                                 |                                 |                                 |                                 |                                 |                                 |                                 |                                 |                                 |                                 |                                 |                                 |                                 |
| 出典2：気象庁                      |                                 |                                 |                                 |                                 |                                 |                                 |                                 |                                 |                                 |                                 |                                 |                                 |                                 |

### 隣接する自治体
- 宮崎県
  - 西都市
  - 小林市
  - 東諸県郡国富町、綾町
  - 東臼杵郡椎葉村
- 熊本県
  - 球磨郡水上村、湯前町、多良木町

### 地名
- 板谷
- 小川
- 上米良
- 越野尾
- 竹原
- 村所
- 横野

## 歴史

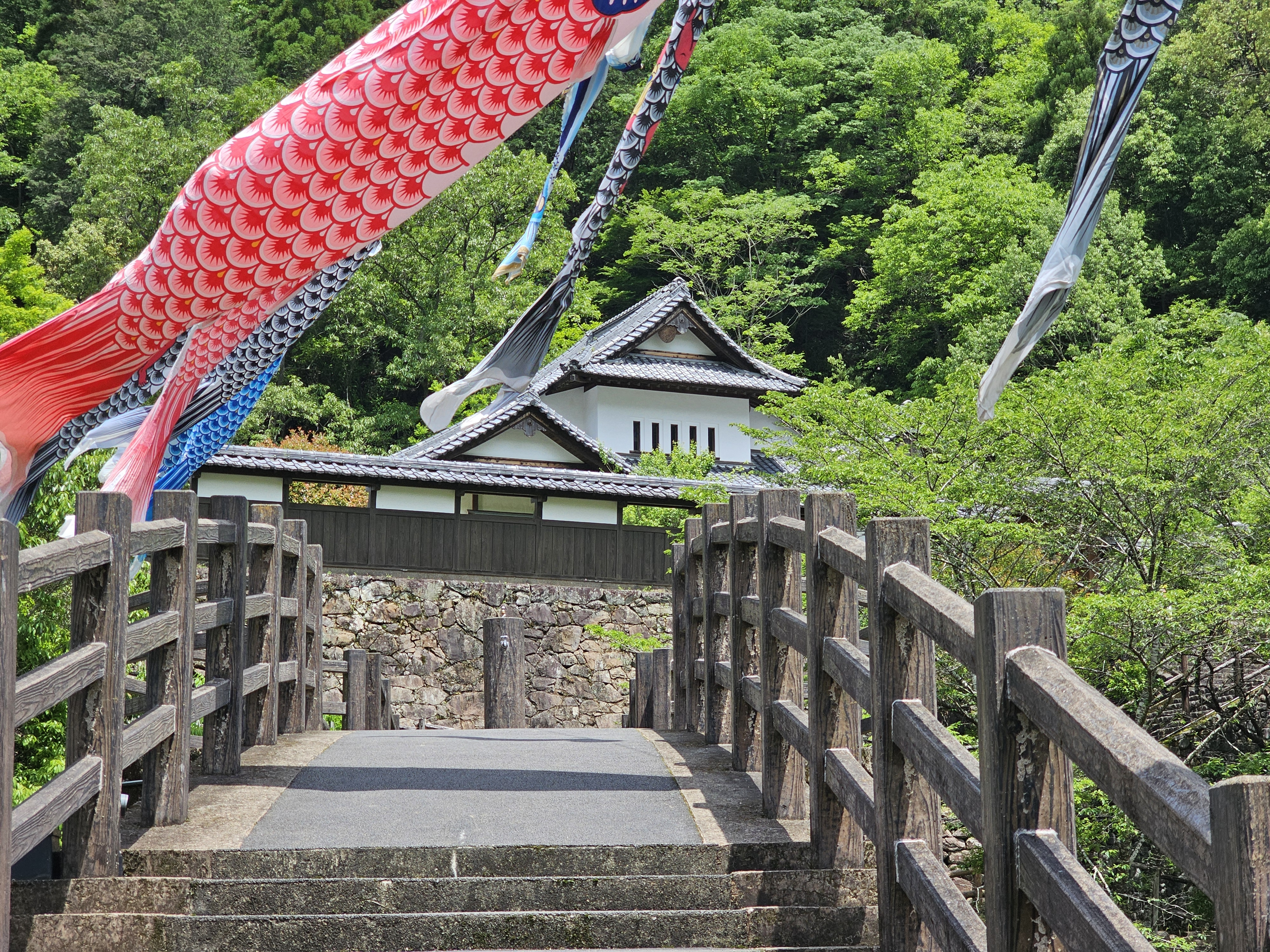
小川城址公園・小川民俗資料館（おがわ作小屋村）

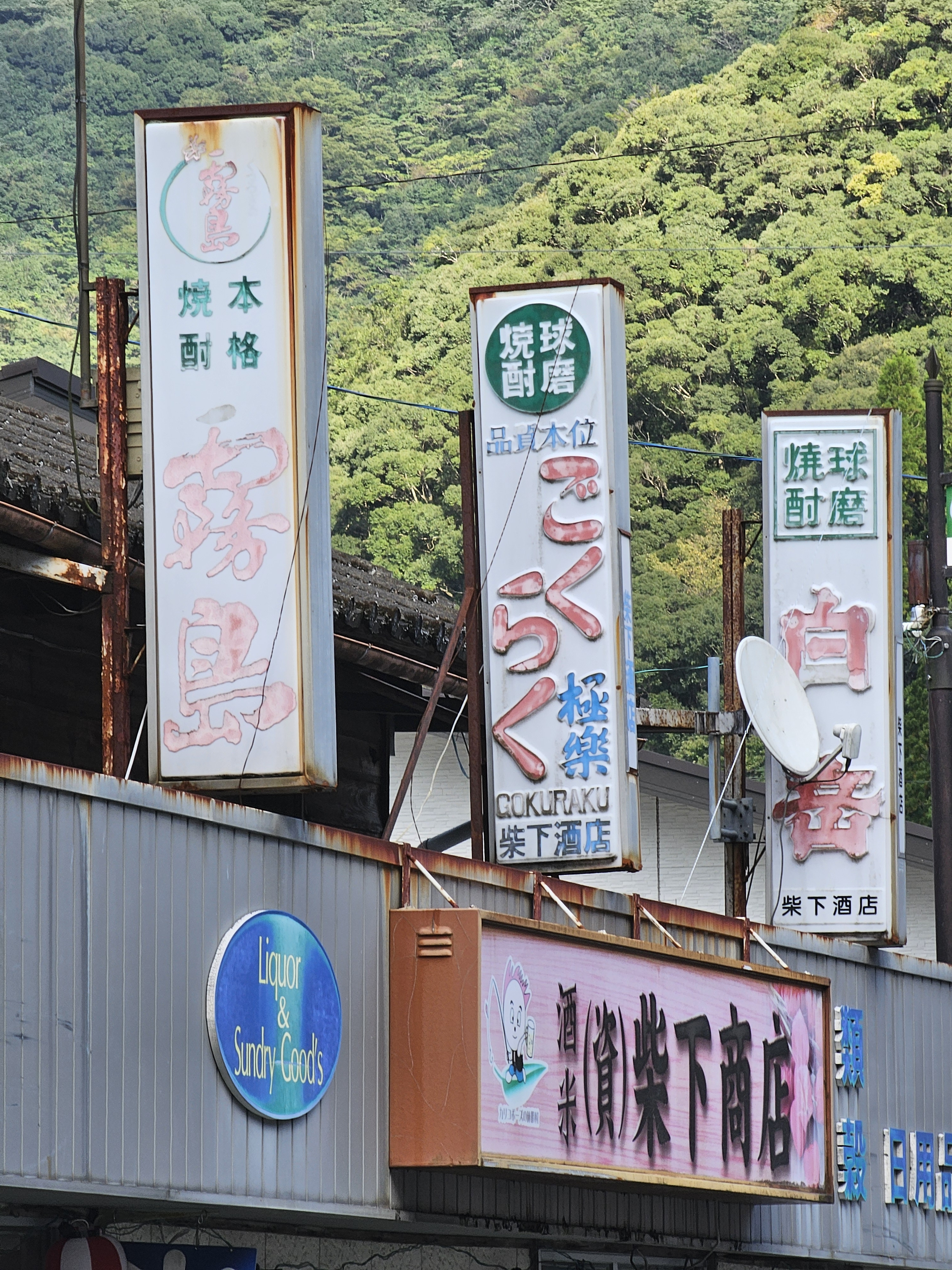
村内の商店。「霧島」とともに球磨焼酎の銘柄「極楽」や「白岳」の看板を掲げている。

15世紀初頭、菊池氏の末裔とされる米良氏が米良に移住。米良山14か村の領主として当地を支配。江戸時代中期の承応年間（1652年 - 1655年）以降、現在の西米良村小川にあった小川城（米良氏屋敷）を居城とした。米良氏は明治維新後に菊池氏に改姓した。
米良山は元和年間（1615年-1624年）に人吉藩の属地とされ、廃藩置県（1871年）の際には人吉県（後に八代県）球磨郡の一部の扱いとなり、1872年に宮崎県の前身である美々津県児湯郡に移管された。こうした歴史的経緯から米良地方は宮崎県（日向国）の他地域よりも熊本県（肥後国）球磨地方との結びつきが強い。これは現在も飲酒嗜好にも表れており、西米良村では球磨焼酎（25度の米焼酎、宮崎県内は20度の芋焼酎が主流）、特に高橋酒造の「白岳」が愛飲されている。
1889年5月1日の町村制実施時に米良山は東西に分れ、西側が西米良村として村制を施行した。西米良村はこの後合併を経験することがなく現在に至る。なお、東側は東米良村として発足後、一ツ瀬ダムの建設に際し1962年に西都市・木城町に編入された。

## 行政

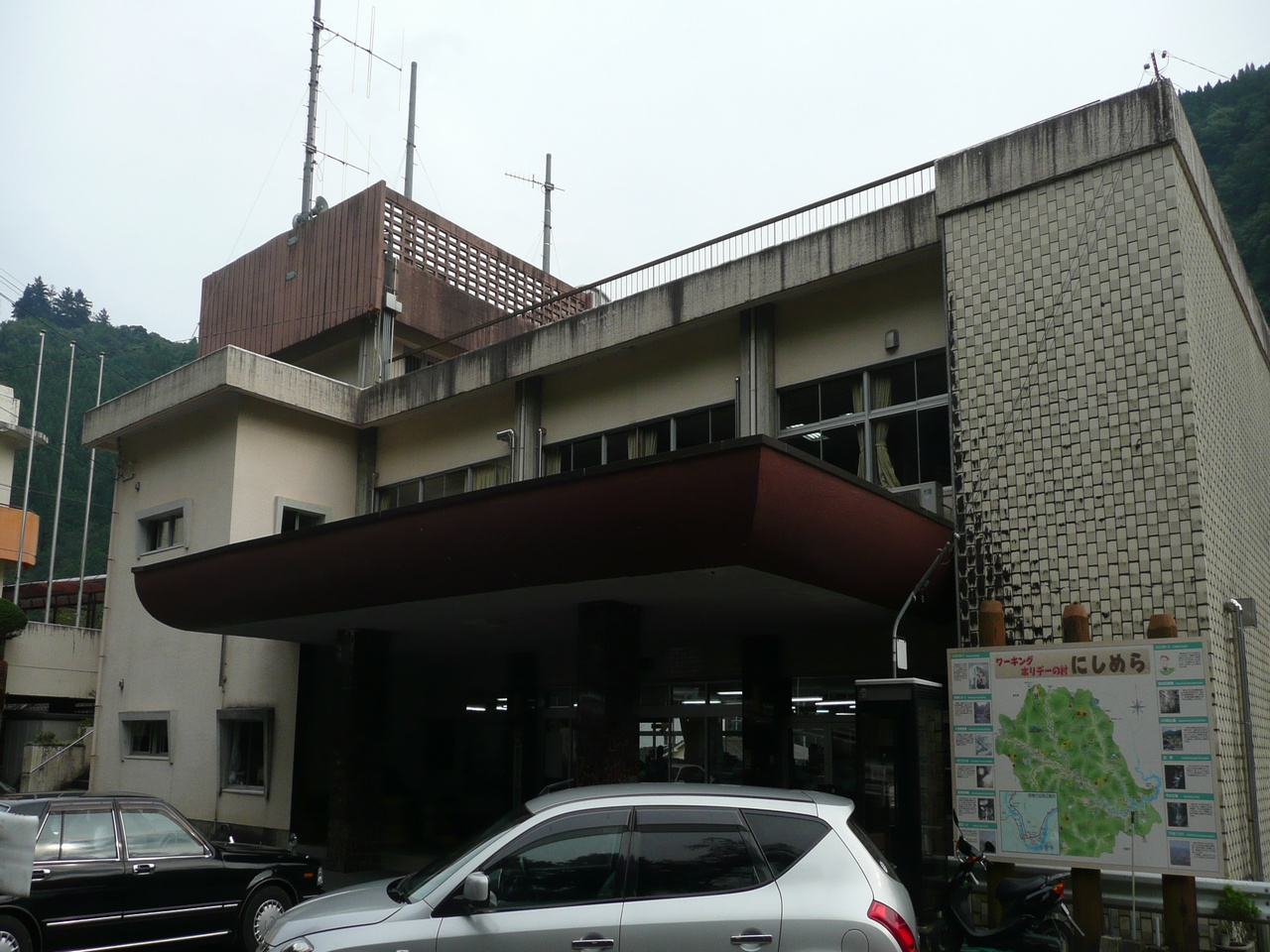
1967年から2017年までの役場庁舎（2008年撮影）

### 村政
村議会：定数8

### 国政
衆議院小選挙区選挙では宮崎2区（延岡・西都・児湯郡・東臼杵郡・西臼杵郡）に属する。近年選出の議員は以下のとおり。
- 2017年10月（第48回衆議院議員総選挙）
  - 江藤拓（自民）

### 宮崎県議会
本村と西都市で選挙区をなす。定数は1人。近年選出の議員は以下のとおり。
- 2019年4月
  - 浜砂守（自由民主党）

## 友好都市
- 菊池市（熊本県）
- 遠野市（岩手県）

## 産業
ユズを中心とした農業が中心。花卉栽培なども行われている。農林業の害獣であるニホンジカ、イノシシの駆除を兼ねて、それら野生動物の肉を食用に加工・出荷するジビエにも取り組んでいる。

## 観光

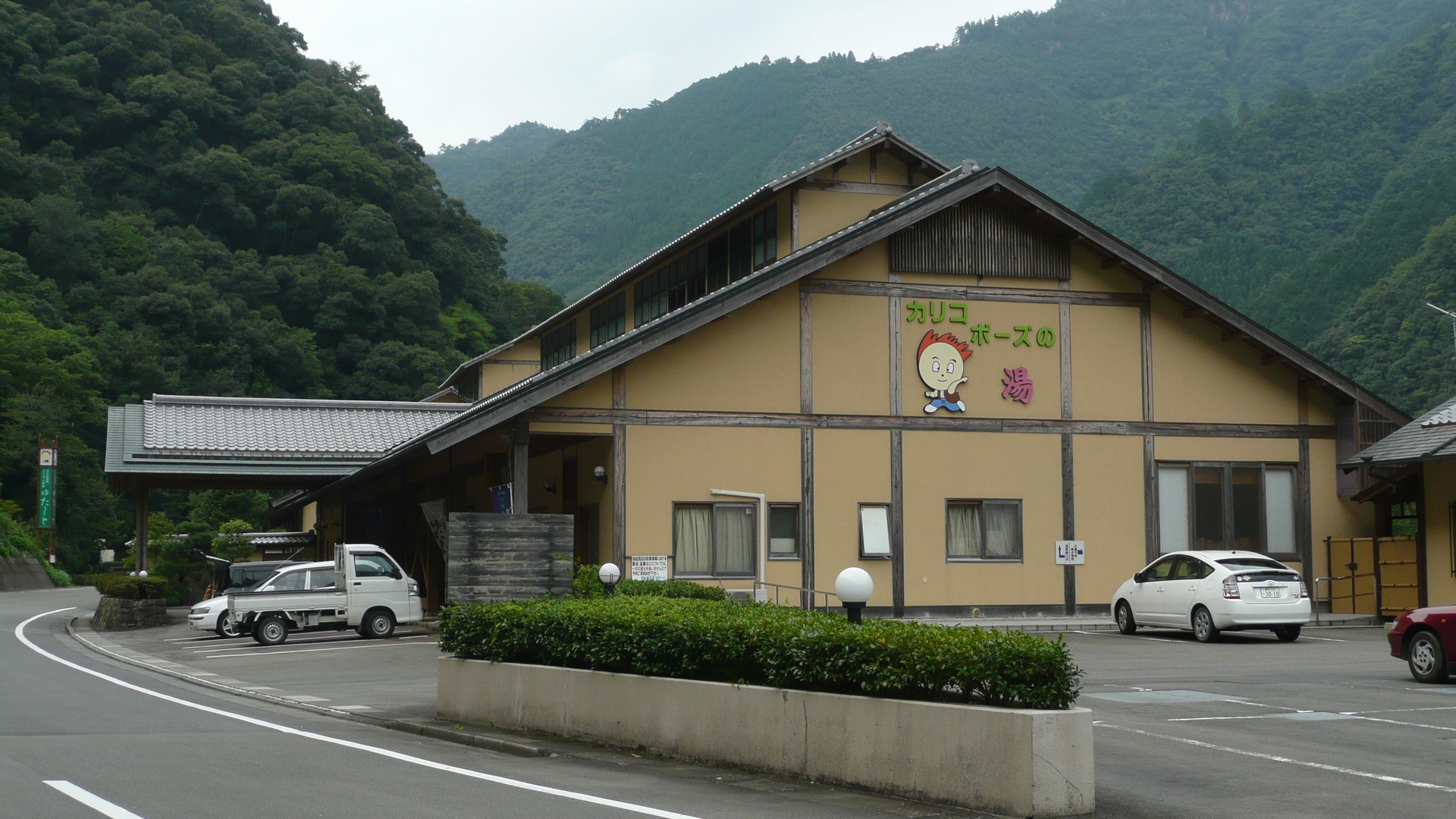
西米良温泉ゆた〜と。描かれているのは西米良村のイメージキャラクターでカリコボーズ（セコの米良地方における呼称）の「ホイホイくん」。

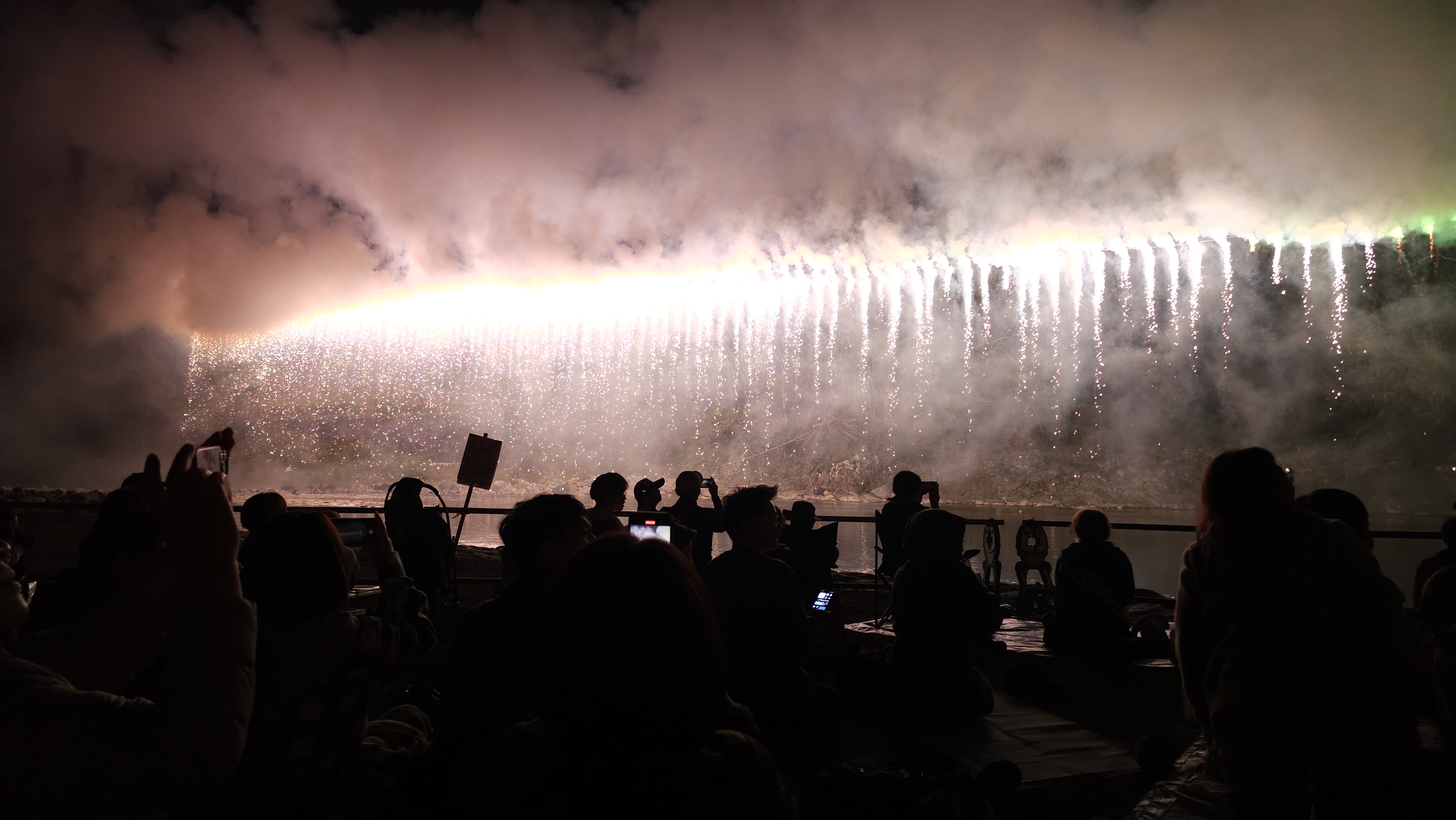
やまびこ花火大会（ナイアガラ）

西米良村の観光客受け入れ策の一つに「西米良型ワーキングホリデー制度｣というものがある。これは村と契約した農家の農作業を手伝う事によって小額の報酬（宿泊費用・食事費程度）をもらい、滞在費をほとんどかけずに村に滞在して観光ができるしくみである。
主な観光スポット
- 西米良温泉ゆた〜と（食事もできる）
- 双子キャンプ場
- 百菜屋（食事と新鮮食材）
- 小川城址公園
- おがわ作小屋村（食事とお土産もの）
- 湖の駅（食事とお土産もの）
- 菊池記念館（菊池武夫公 旧別邸）
- 西米良村 民俗資料館
- 一ツ瀬ダム
- かりこぼうず大橋

## 地域

### 人口
| |                                          |  |
| 西米良村と全国の年齢別人口分布（2005年） | 西米良村の年齢・男女別人口分布（2005年） |  |
| ■紫色 ― 西米良村 ■緑色 ― 日本全国 | ■青色 ― 男性 ■赤色 ― 女性                |  |
| 西米良村（に相当する地域）の人口の推移 \| 1970年（昭和45年） \| 3,422人 \| \| \| 1975年（昭和50年） \| 2,624人 \| \| \| 1980年（昭和55年） \| 2,153人 \| \| \| 1985年（昭和60年） \| 1,989人 \| \| \| 1990年（平成2年） \| 1,694人 \| \| \| 1995年（平成7年） \| 1,543人 \| \| \| 2000年（平成12年） \| 1,480人 \| \| \| 2005年（平成17年） \| 1,307人 \| \| \| 2010年（平成22年） \| 1,241人 \| \| \| 2015年（平成27年） \| 1,089人 \| \| \| 2020年（令和2年） \| 1,000人 \| \| |                                          |  |
| 総務省統計局 国勢調査より |                                          |  |
| 1970年（昭和45年） | 3,422人                                  |  |
| 1975年（昭和50年） | 2,624人                                  |  |
| 1980年（昭和55年） | 2,153人                                  |  |
| 1985年（昭和60年） | 1,989人                                  |  |
| 1990年（平成2年） | 1,694人                                  |  |
| 1995年（平成7年） | 1,543人                                  |  |
| 2000年（平成12年） | 1,480人                                  |  |
| 2005年（平成17年） | 1,307人                                  |  |
| 2010年（平成22年） | 1,241人                                  |  |
| 2015年（平成27年） | 1,089人                                  |  |
| 2020年（令和2年） | 1,000人                                  |  |

### 教育
村立
- 西米良中学校
- 村所小学校

## 交通

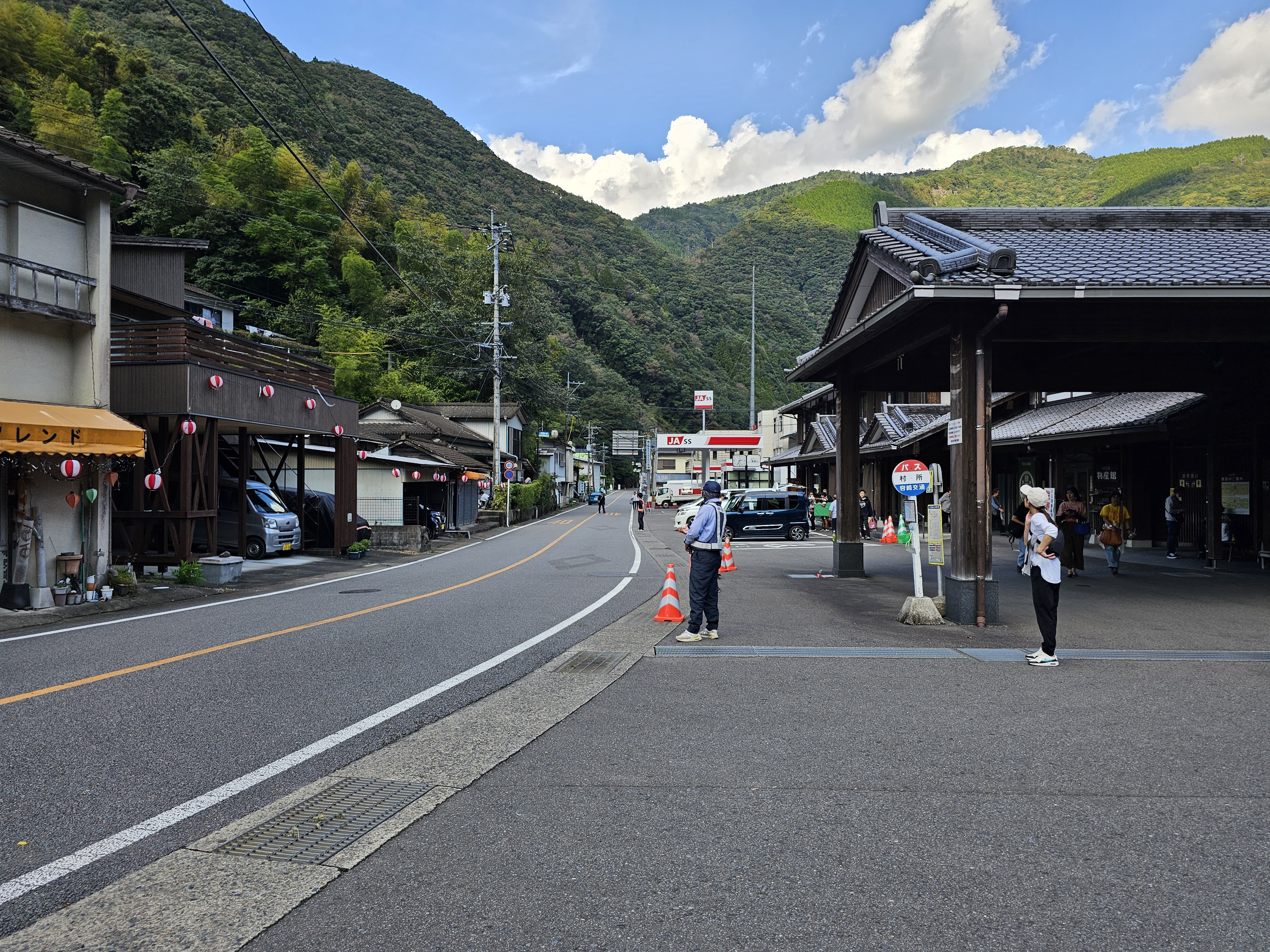
国道219号と村所駅（2024年）

### 空港
村内に空港はない。 最寄り空港は宮崎空港あるいは鹿児島空港である。

### 鉄道
村内に鉄道路線はない。最寄り鉄道駅は、距離および所要時間ではくま川鉄道湯前線湯前駅が最も近い。JRではJR九州日豊本線の高鍋駅、宮崎駅などが利用しやすい。

### バス路線

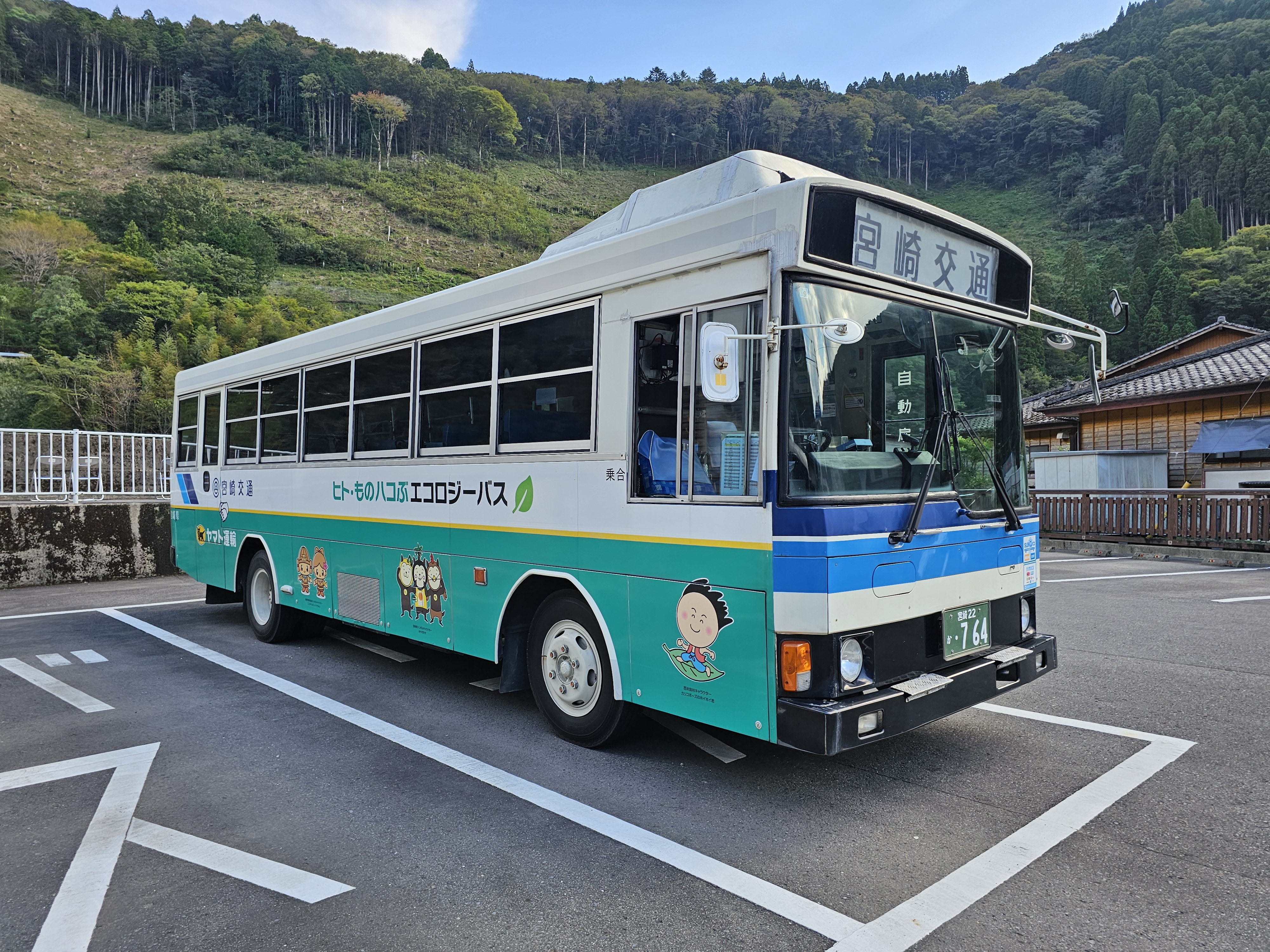
宮崎交通の一般路線バス。貨客混載バスとして運行している

- 宮崎交通 - 西都市と西米良村を結ぶ路線を運行する。
  - 西都バスセンター - 杉安峡 - 一ツ瀬発電所 - 越野尾 - 村所駅 - 西米良温泉
- 西米良村営バス - 西米良村内の路線と、湯前町と西米良村を結ぶ路線を運行する。
  - 村所駅 - 越野尾 - 小川車庫（村内）
  - 村所駅 - 米良山之口（村内）
  - 村所駅 - 吐合 - 湯前駅

1998年3月31日までは村内を通り宮崎市と湯前町を結ぶJRバス（旧国鉄バス）日肥線があった。現在運行されている、西米良村と村外を結ぶ2路線はいずれも日肥線の代替路線である。村中心部にあり村内路線バスのターミナルとなっている村所駅はもともとは日肥線の自動車駅であった。日肥線廃止後、村所駅の待合室は10年以上にわたり日肥線時代のものがそのまま使用されていたが、2012年に西米良村商工会・JA西都西米良支所・物産館などを併設した木造の建物に建て替えられた。

### 道路
村内に高速道路はない。
- 最寄りインターチェンジ
  - 東九州自動車道：西都インターチェンジ

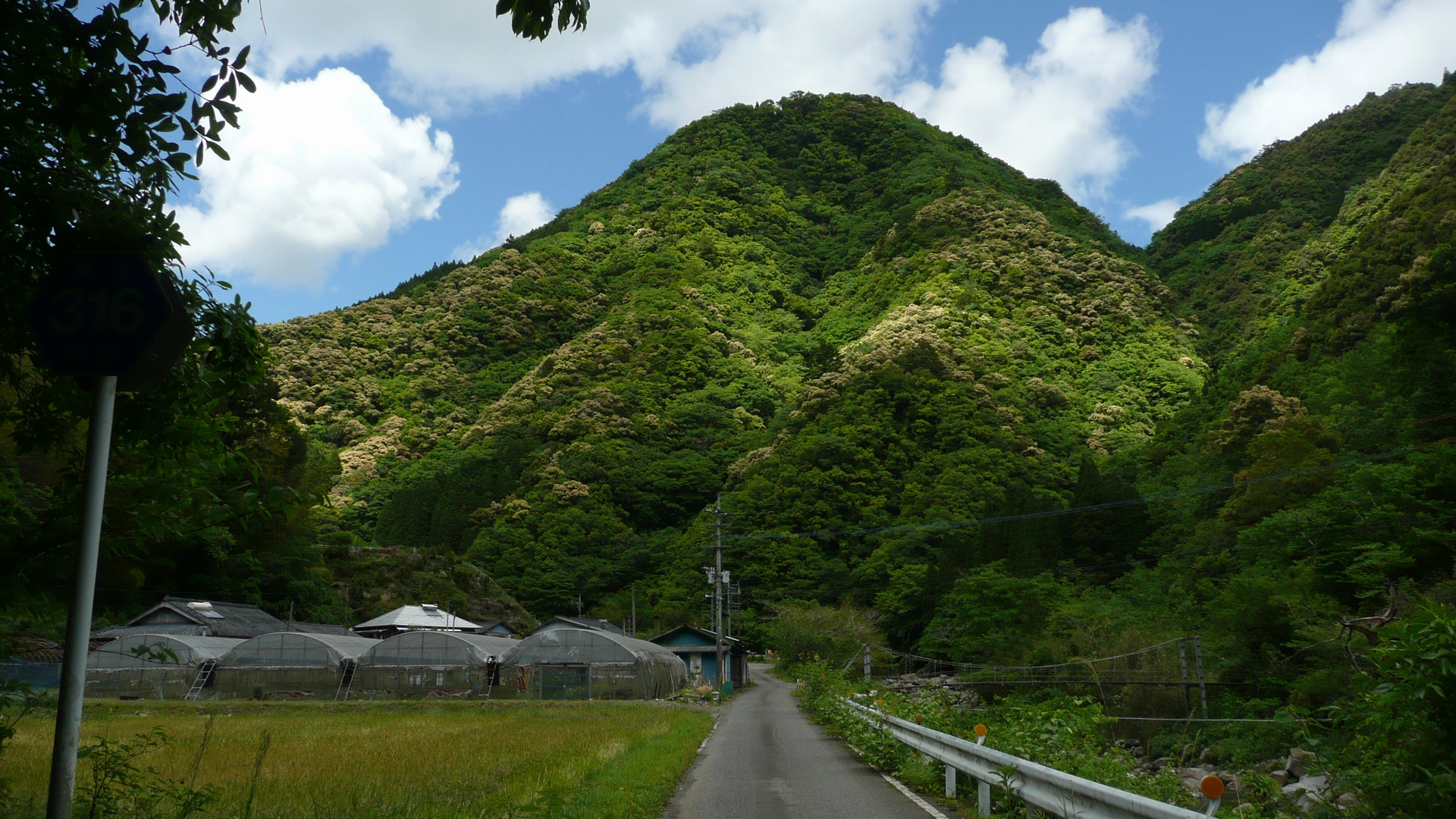
県道316号小川越野尾線（西米良村小川）

  - 九州自動車道：人吉インターチェンジもしくは人吉球磨スマートインターチェンジ
- 一般国道
  - 国道219号 - 村内を横断する路線。西都市方面は離合が困難な区間はあるが、熊本県方面は概ね整備が進められている。
  - 国道265号 - 村内を縦断する路線。小林市須木方面は峠越えであり、椎葉村方面を含めた大半の区間が未整備状態である。

## 西米良村出身の著名人
- 小河孝浩（写真家）
- 飯森広一（漫画家）